# 赖纳·哈泽洛夫

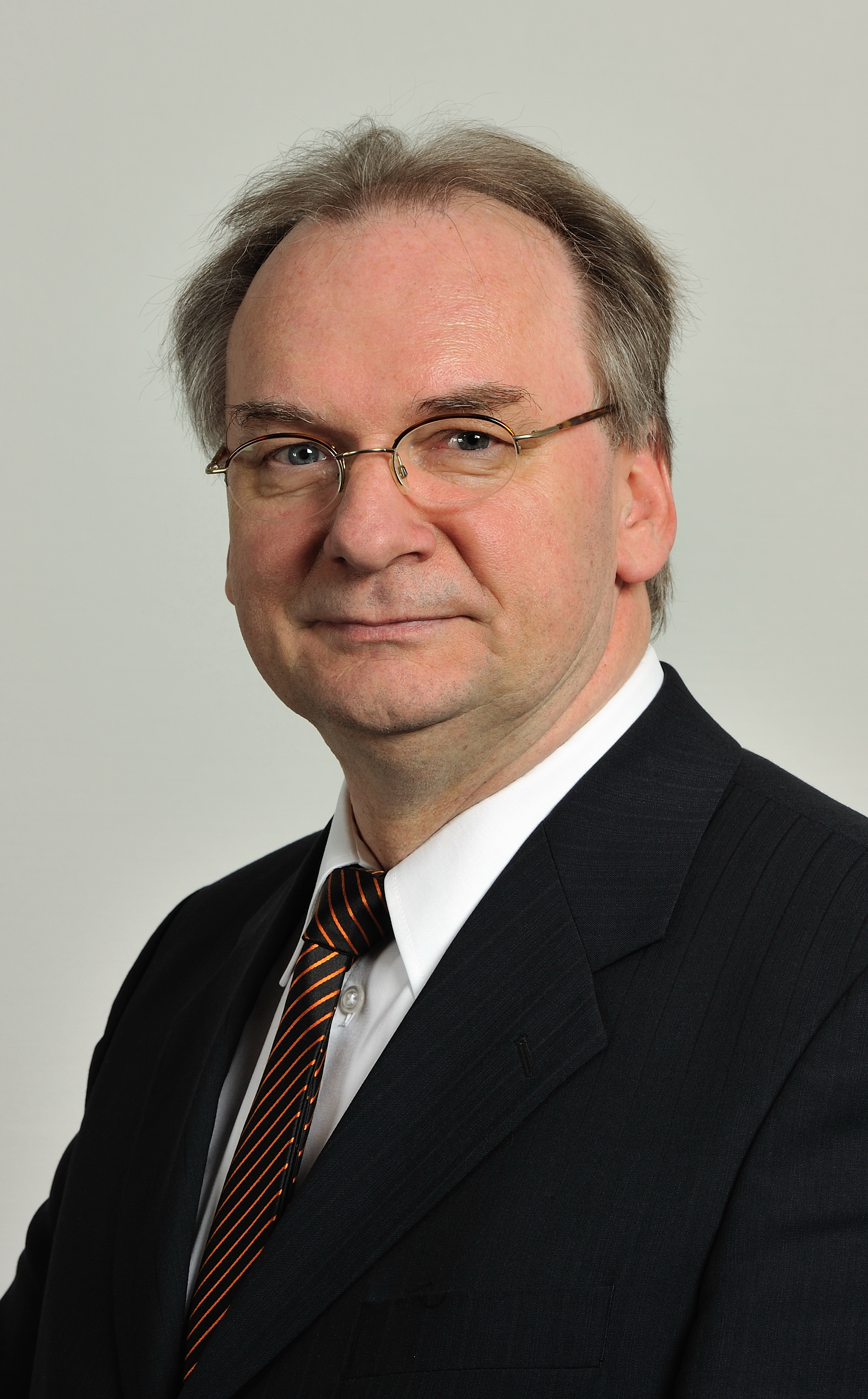

赖纳·埃里希·哈泽洛夫（德語：Reiner Erich Haseloff，1954年2月19日—）是德國的一位政治人物，他是德國基督教民主聯盟黨員。自2011年開始，他擔任薩克森-安哈爾特州長。他在2011年薩克森-安哈爾特州選舉中當選。2020年末起，他兼任聯邦參議院議長。